# William Bullein
William Bullein (vers 1515–1576) est un médecin et un ecclésiastique anglais.

## Biographie
Le 9 juin 1550, Bullein est institué à la cure de Blaxhall dans le Suffolk, où vivent certains de ses proches. Il renonce à cette promotion avant le 5 novembre 1554. Il voyage ensuite sur le continent pour étudier la médecine et on suppose qu'il obtient son diplôme de médecine à l'étranger. Son nom ne figure pas sur la liste du Collège royal des médecins.
Bullein meurt le 7 janvier 1576 et est enterré le 9 janvier à St. Giles's, Cripplegate. Dans la même tombe sont enterrés son frère Richard, un autre ecclésiastique et écrivain médical, ainsi que l'écrivain John Foxe. Au-dessus du tombeau se trouvait une pierre plaquée avec une inscription latine, commémorant les vertus des trois. Les opinions de Bullein sont puritaines et il est comparé à Thomas Brasbridge (en).

## Œuvre
En 1558–1559, Bullein publie A newe booke entituled the Gouernement of Healthe (Un nouveau livre intitulé le Gouvernement de la Santé). Il est dédié à Thomas Hilton, chevalier, baron de Hilton et capitaine du château de Tynemouth (en). Une seconde édition parait en 1595 ; elle se termine par un nouvel Épilogue en prose, daté du 1er mars 1559.
En 1562-1563 parait Bullein's Bulwarke,. Le traité est dédié, depuis Londres, à Henry Carey, 1er baron Hunsdon, et est écrit en prison. Il est divisé en quatre parties :
1. Booke of Simples (Livre des Simples)
2. Dialogue betwene Sorenes and Chyrurgi (Dialogue entre Sorenes et Chyrurgi)
3. Booke of Compounds
4. Booke of the Vse of sicke men and medicens

Le Booke of Simples est l'un des premiers herbiers anglais. Dans le Dialogue betwene Sorenes and Chyrurgi, il s'en prend à la race des charlatans ; ailleurs dans le même dialogue, il donne une liste d'éminents chirurgiens anglais, mentionnant les réalisations de chacun. Il raconte, entre autres choses : une guérison qu'il avait opérée sur Richard Alie, un chevalier connu pour son habileté en matière de fortifications ; quelques sorcières du Suffolk qu'il avait connues ; et qu'il a été pendant un certain temps sous le patronage de Sir John Delaval (1498-1562). Cette œuvre est sous l'influence du Castell of Health de Thomas Elyot. Le contenu est en grande partie galéniste, mais avec des mentions précoces des idées paracelsiennes.
En 1564–5, Bullein publie A Dialogue bothe pleasaunte and pietifull (Un dialogue à la fois agréable et pieux). Il combine l’éloquence avec des anecdotes humoristiques et de la satire. Bullein avait pour but de prescrire des remèdes contre la suette, importée du Havre en 1564, mais aussi d'encourager ses compatriotes dans leur affliction. Le Dialogue se compose d'un certain nombre de scènes distinctes : la seconde se déroule entre un riche usurier, Antonius, et Medicus, qui dans l'édition de 1564 est appelé Antonius Capistrinus, mais qui dans les éditions ultérieures porte le nom de Dr Tocrub. C'est probablement destiné au Dr Burcot (Burchard Kranich (en)), qui est satirisé dans les dialogues suivants. Arthur Henry Bullen (en) et Mark W. Bullen éditent le Dialogue against the Fever Pestilence (Dialogue contre la peste fébrile) (1888).
Bullein a également écrit :
- A comfortable Regiment and a very wholsome order against the moste perilous Pleurisie, whereof many doe daily die within this Citee of London and other places … (Un régiment confortable et un ordre très salutaire contre la pleurésie la plus périlleuse, dont beaucoup meurent chaque jour dans cette ville de Londres et ailleurs…), Londres, 1562, lettre noire. Dédié à Sir Robert Wingfield de Letheringham, chevalier.
- A briefe and short discourse of the Vertue and Operation of Balsame. With an instruction for those that haue their health to preserue the same. Whereunto is added Doctor Bullin's Diet for Health (Un bref et court discours sur la vertu et l'opération du baume. Avec une instruction pour ceux qui ont besoin de préserver leur santé. Où est ajouté le régime alimentaire du docteur Bullin pour la santé), Londres, 1585, lettre noire.

Certains vers de Bullein sont préfixés à la traduction de Flavius Végèce par John Sadler, 1572.An Almanack and Prognostication of Master Bulleins was licensed to Abraham Vele in 1563–4, and Serten prayers of Master Bullion (Un almanach et une pronostique de Master Bulleins) ont été concédés sous licence à Abraham Vele en 1563-1564, et Serten prayers of Master Bullion (Les prières Serten de Master Bullion) ont été concédées sous licence à Christopher Barker (en) en 1569-1570.

## Famille
Bullein épouse la veuve de Thomas Hilton, Agnès ou Anne, et est à Londres avec elle en 1561. William Hilton, frère de Thomas, accuse Bullein d'avoir causé sa mort. Des actions en justice suivent et, alors qu'il rédige le Bulwarke de Bullein, il est en prison pour dettes. Veuf en 1566, Bullein épouse Anne Doffield comme seconde épouse cette année-là.